# شچکولدوک
شچکولدوک (روسی: Щекулдук) یک دریاچه در سرزمین آلتای کشور روسیه است.